# Thomasboro
Thomasboro – wieś w Stanach Zjednoczonych, w stanie Illinois, w hrabstwie Champaign.